# Bulbophyllum psilorhopalon
Bulbophyllum psilorhopalon är en orkidéart som beskrevs av Rudolf Schlechter. Bulbophyllum psilorhopalon ingår i släktet Bulbophyllum och familjen orkidéer. Inga underarter finns listade i Catalogue of Life.